# Red Cloud
Red Cloud – miasto w Stanach Zjednoczonych, w stanie Nebraska, siedziba administracyjna hrabstwa Webster.